# България 24
България 24 е български телевизионен канал.
Телевизията е денонощен канал с политематичен публицистичен характер . Програмата включва публицистика, документални филми, бизнес предавания, научнопопулярни филми и други.

## Предавания
- Гореща тема
- Хитове в мрежата
- Полюси
- Седмицата с Нина и Зий
- С желязо и кръв
- Държавност, общество, сигурност
- Музеи, съкровища, легенди
- Подкаст ВМРО
- Заедно
- Срещу течението
- План за отечеството
- Твърде лично
- БГ маршрути
- Докато огънят гори
- Минало незабравимо
- Във времето
- Осъзнато творене
- Вселената и ние
- Национална музикална класация
- Вълшебните думи